# Svarttjärnen (Arvidsjaurs socken, Lappland, 728447-165273)
Svarttjärnen är en sjö i Arvidsjaurs kommun i Lappland och ingår i Byskeälvens huvudavrinningsområde. Sjön har en area på 0,0352 kvadratkilometer och ligger 368 meter över havet.

## Delavrinningsområde
Svarttjärnen ingår i det delavrinningsområde (728334-165188) som SMHI kallar för Ovan 728346-165339. Medelhöjden är 380 meter över havet och ytan är 8,51 kvadratkilometer. Räknas de 31 avrinningsområdena uppströms in blir den ackumulerade arean 388,39 kvadratkilometer. Svärdälven som avvattnar avrinningsområdet har biflödesordning 2, vilket innebär att vattnet flödar genom totalt 2 vattendrag innan det når havet efter 151 kilometer. Avrinningsområdet består mestadels av skog (78 procent). Avrinningsområdet har 0,39 kvadratkilometer vattenytor vilket ger det en sjöprocent på 4,6 procent.